# آرمیچر

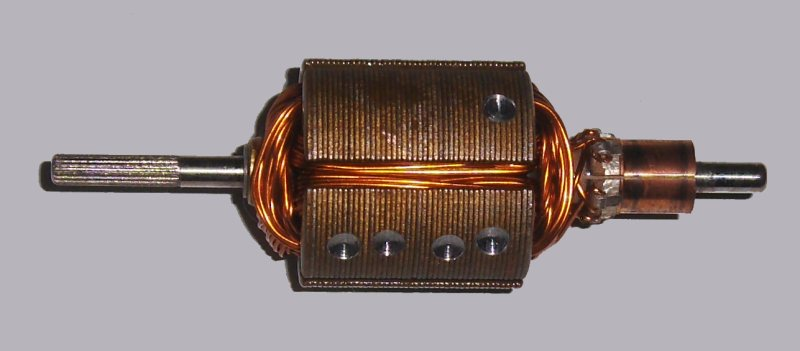
یک آرمیچر جریان مستقیم.

آرمِیچِر (به انگلیسی: Armature) بخشی از موتور الکتریکی است که به آن ولتاژ ورودی اعمال می‌شود، یا بخشی از ژنراتور است که در آن ولتاژ تولید می‌شود. با توجه به ساختمان ماشین، هر کدام از بخش‌های چرخان (روتور) یا ایستاده (استاتور) می‌توانند به عنوان آرمیچر باشند.
در حالت ژنراتوری، هر چه تعداد حلقه‌های سیم‌پیچ آرمیچر بیشتر باشد و نیز هر چه خطوط قوای مغناطیسی آهنربای آن قوی‌تر باشد، یا هر چه سرعت گردش آرمیچر زیادتر باشد در نتیجه ولتاژ دو سر آرمیچر بیشتر خواهد شد.
سه عیب عمده در آرمیچرها اتصال کوتاه، اتصال سیم پیچ آرمیچر به بدنه و بازبودن مدار آرمیچر (قطع بودن سیم‌ها) است.
همچنین با چرخش آرمیچر میتوان مقدار بسیار کمی برق تولید کرد و انرژی مکانیک را به الکترونیک تبدیل کرد.

## سیم‌پیچی آرمیچر
سیم پیچی آرمیچر به گونه ای است که از یک طرف جریان برق وارد و از طرف دیگر خارج می شود.در اطراف آرمیچر آهنرباهایی وجود دارد.با عبور جریان برق از درون سیم پیچ، سیم پیچ تبدیل به آهنربا شده و با آهنربا های اطراف خود ایجاد قطب های همنام کرده و چون نمی تواند حرکت کند وادار به چرخش در محل مشخص شده می باشد.